# Olmeto
Olmeto (korziško Ulmetu) je naselje in občina v francoskem departmaju Corse-du-Sud regije - otoka Korzike. Leta 1999 je naselje imelo 1.115 prebivalcev.

## Geografija
Kraj leži v jugozahodnem delu otoka Korzike nad zalivom Valinco, 19 km severno od Sartène.

## Uprava
Olmeto je sedež istoimenskega kantona, v katerega so poleg njegove vključene še občine Arbellara, Fozzano, Propriano, Santa-Maria-Figaniella in Viggianello s 5.076 prebivalci. Kanton je sestavni del okrožja Sartène.

## Zanimivosti
- Na ozemlju občine se nahajata dva utrjena stolpa iz časa Genovske republike: Torra di a Calanca in Torra di Micalona.

- Torra di a Calanca
- Torra di Micalona